# Beppu Shinsuke
Beppu Shinsuke (別府晋介, 1847-24 septembre 1877) est un samouraï de la fin de la période Edo devenu officier dans l'armée impériale japonaise.

## Biographie
Beppu Shinsuke était un samouraï du domaine de Satsuma et un associé de Saigō Takamori. Il a rejoint les forces de Saigō pendant la rébellion de Satsuma. À la fin de la rébellion, Beppu fut le second de Saigō lors de son seppuku. Après la mort de Saigō, Beppu a chargé les rangs des forces ennemies de l'armée impériale japonaise et est mort.

## Source de la traduction
- (en) Cet article est partiellement ou en totalité issu de l’article de Wikipédia en anglais intitulé « Beppu Shinsuke » (voir la liste des auteurs).